# Cloé Madanes
Cloé Madanes (Buenos Aires, 1940. augusztus 14. –) (HDL, LIC), a családterápia világszerte elismert megújítója és tanítója, aki megalkotta a családterápia stratégiai megközelítését is. Hét eddig megjelent könyvét – amelyek ezen a szakterületen alapműnek számítanak – több, mint húsz nyelvre lefordították. 
Madanes a tudományos konferenciák világszerte keresett előadója. A behaviorista tudományok legprominensebb nemzeti és nemzetközi szervezeteinek vezérszónoka, köztük: a Házasság és a Családterápia Amerikai Egyesületének (The American Association Of Marriage and Family Therapy), a Szociális Munkások Nemzeti Egyesületének (National Association of Social Workers), a  Pszichoterápia Evolúciója Konferenciának (Evolution of Psychotherapy Conference), az Erickson Alapítványnak (Erickson Foundation) és a Kaliforniai Pszichológiai Egyesületnek (California Psychological Association).
Olyan kiemelkedő embereket tanított, mint például Tony Robbins, akivel együtt megalapította a Robbins – Madanes Center for Strategic Intervention-t, mellyel eddig több tízezer terapeutát képeztek ki programjaikon és tréningjeiken.
Robbins és Madanes aktív közreműködői a Council for Human Rights of Children at the University of San Francisco nemzetközi szakértői csoportjának, amely a gyermekek jogait védő módszerek létrehozását, és törvénytervezetté előkészítését tűzte ki céljául.
Írásai olyan kiadványokban jelentek meg, mint a Newsweek, a Washington Post és a The Boston Globe. Számos díjjal tüntették ki a kutatási területén elért kiváló eredményeiért. 
Első magyar nyelven megjelenő kötete: Megváltoztatható Kapcsolataink - Stratégiák terapeutáknak és coachoknak - 2021. november (Changing Relationships - Strategies for Therapist and Coaches - 2018)
Madanes további könyvei: 
- A stratégiai alapú családterápia (Strategic Family Therapy);
- Az egyirányú tükör mögött (Behind the One-Way Mirror);
- Szex, szerelem és erőszak (Sex, Love and Violence);
- A férfiak erőszakos cselekedetei (The Violence of Men);
- A pénz titkos jelentése (The Secret Meaning of Money);
- A terapeuta, mint humanista, társadalmi aktivista és rendszerszintű gondolkodó (The Therapist as Humanist, Social Activist and Systemic Thinker)
- Az áttörés a kapcsolatban (Relationship Breakthrough).